# FC Dinamo Brest
FC Dinamo Brest é uma equipe bielorrussa de futebol com sede em Brest e fundada em 1960. Disputa a primeira divisão da Bielorrússia (Vysshaya Liga).
Seus jogos são mandados no Regional Sport Complex Brestskiy, que possui capacidade para 10.060 espectadores.
Em 2018, contratou Diego Maradona como presidente.

## Títulos
- Campeonato Bielorrusso (1): 2019
- Copa da Bielorrússia de Futebol (3): 2007, 2017 e 2018
- Supercopa da Bielorrússia (2): 2018, 2019